# The Hidden (jeu vidéo)
 (mai 2025).
Motif : Sources attestant de la notoriété ?
- Archive Wikiwix
- Bing
- Cairn
- DuckDuckGo
- E. Universalis
- Gallica
- Google
- G. Books
- G. News
- G. Scholar
- Persée
- Qwant
- (zh) Baidu
- (ru) Yandex
- (wd) trouver des œuvres sur Wikidata

| 1. | Préciser le motif de la pose du bandeau. | Précisez le motif de la pose du bandeau en utilisant la syntaxe suivante : {{admissibilité à vérifier\|date=mai 2025\|motif=remplacez ce texte par le motif}}                               |
| 2. | Informer les utilisateurs concernés.     | Pensez à avertir le créateur de l'article, par exemple, en insérant le code ci-dessous sur sa page de discussion : {{subst:avertissement admissibilité à vérifier\|The Hidden (jeu vidéo)}} |

The Hidden est un mod gratuit développé pour le jeu vidéo Half-Life 2. Le gameplay du jeu repose sur la recherche du Hidden (un habile monstre de laboratoire presque invisible) par l'IRIS, un groupe de soldats surentraînés. La première beta du jeu fut rendu disponible le 13 juin 2005.

## Scénario
Au début des années 1950, durant le boom de la recherche d'après guerre, les premières expériences génétiques ont lieu. Une équipe de scientifiques travaillant à l'Infinitum Research Laboratory découvrent alors des phénomènes remarquables en manipulant l'ADN de certains sujets. Mais les sujets, dont l'ADN a été manipulé, souffrent de nombreux défauts et ils ne tardent pas à décéder.
Au milieu des années 1990, et après de nombreux échecs dans les manipulations d'ADN, les scientifiques de l'Infinitum Research découvrent que certains sujets présentent des défauts de l'épiderme, leurs peaux, par moments, n'arrivent plus à réfracter la lumière mais l'absorbent, les rendant invisible à l'œil nu.
Cette découverte bouleversa les projets du laboratoire et tous les budgets furent dès lors alloués à la recherche sur l'invisibilité à des fins militaires, en vue de créer le soldat d'infiltration parfait.
Juste avant l'an 2000, durant une expérience sur le sujet numéro 617, une erreur eut lieu laissant le sujet dans un état proche de la mort.
Peu après cette erreur, et après un incroyable rétablissement, le sujet 617 s'échappa du laboratoire. L'unité d'élite IRIS (Infinitum Research Intercept Squad) fut alors chargée d'arrêter le sujet et par la force si nécessaire.

## Équipements
Depuis la Beta 4a, les joueurs qui incarnent les soldats de l'IRIS ont le choix entre jouer Assault ou Support. Ils peuvent ensuite choisir une arme primaire et une arme secondaire ainsi qu'un accessoire. L'Assault peut utiliser toutes les armes alors que le Support ne peut en utiliser que deux, cependant le Support peut redonner des munitions à ses coéquipiers et est aussi équipé, en plus de son accessoire, de trois alarmes sonores lasers.
- Armes primaires
  - FN F2000 (Assault seulement)
  - FN P90
  - Remington 870 (Assault seulement)
  - FN 303

- Armes secondaires
  - FN Five-Seven
  - FN FNP-9

- Accessoires
  - Visée laser (s'ajoute sur les armes primaires et secondaires)
  - Lampe-torche (s'ajoute sur les armes primaires et secondaires)
  - Jumelles de vision nocturne
  - Alarmes sonores lasers
  - Seringue d'adrénaline

Le Hidden a seulement deux armes:
- Un couteau, utilisable de deux manières différentes,
  - en « slash » (coup rapide mais qui fait peu de dégâts)
  - en « Pigstick » (coup lent mais qui permet de tuer sa proie en une seule fois, certains administrateurs interdisent cette option sur leurs serveurs)
- Des grenades, leur nombre dépend du nombre de soldats de l'IRIS
  - entre 1 et 2 soldats: le Hidden n'a pas de grenade
  - entre 3 et 4 soldats: le Hidden a 1 grenade
  - entre 5 et 6 soldats: le Hidden a 2 grenades
  - entre 7 et 8 soldats: le Hidden a 3 grenades